# Pleyben
Pleyben è un comune francese di 3 990 abitanti situato nel dipartimento del Finistère nella regione della Bretagna. È bagnato dal fiume Aulne.

## Etimologia
Il toponimo Pleyben è composto dal termine bretone ploe, che significa "parrocchia", e da Iben, nome di un santo bretone.

## Monumenti
- Il complesso parrocchiale (enclos paroissial), con chiesa dedicata a San Germano di Auxerre e calvario del 1555-1650[3]

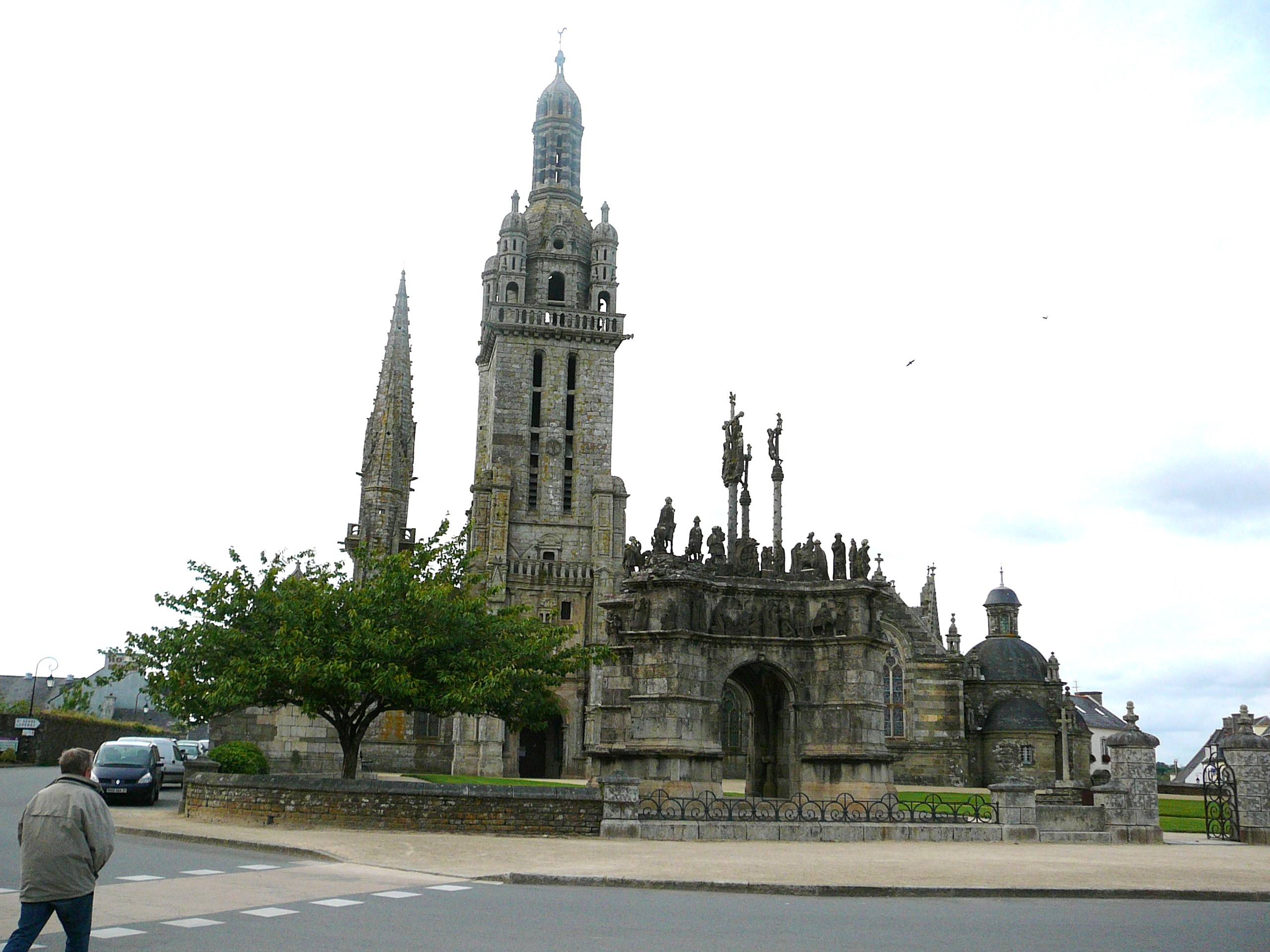
Il complesso parrocchiale di Pleyben
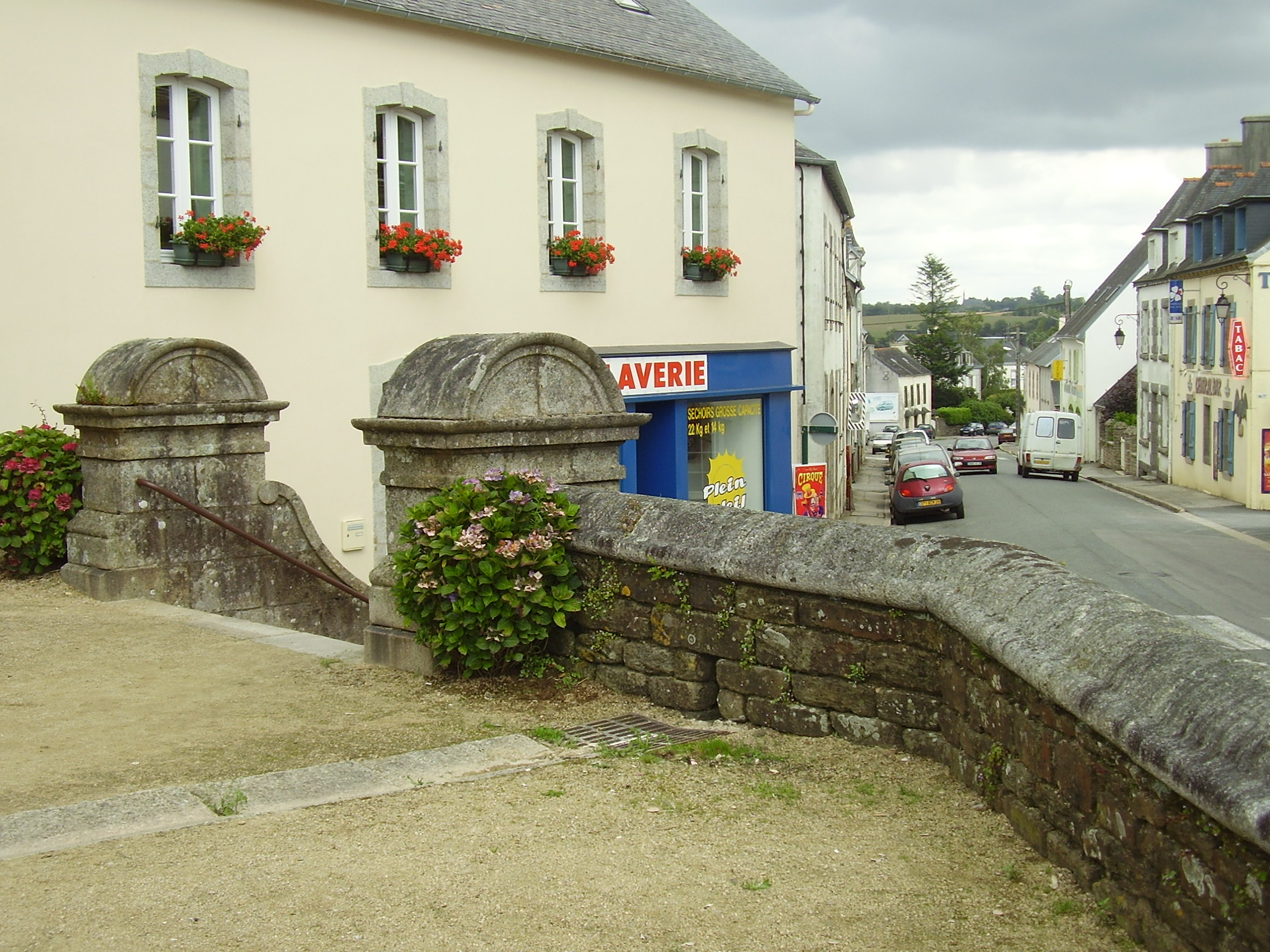
Il recinto (enclos) del complesso parrocchiale di Pleyben
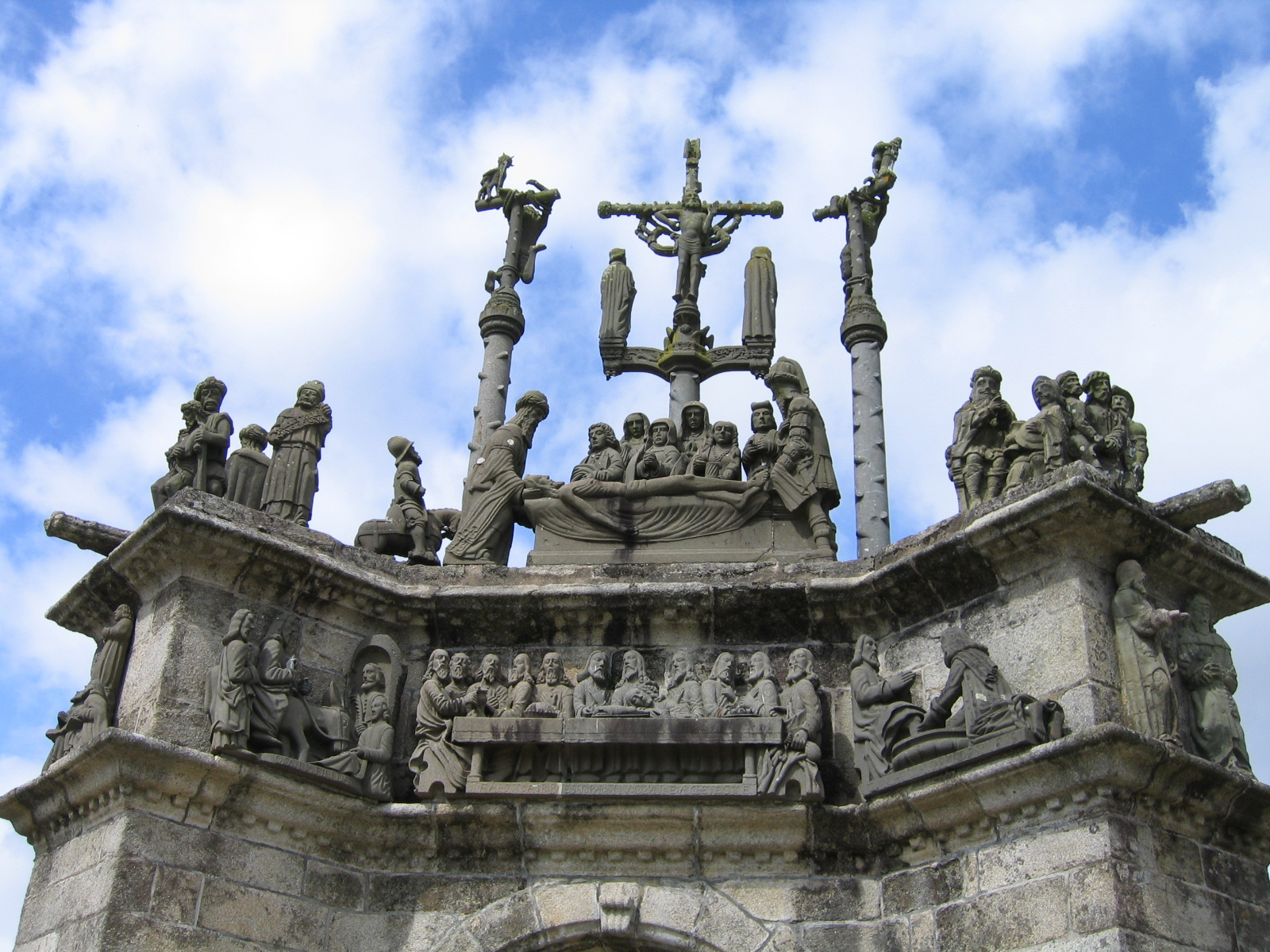
Il calvario di Pleyben
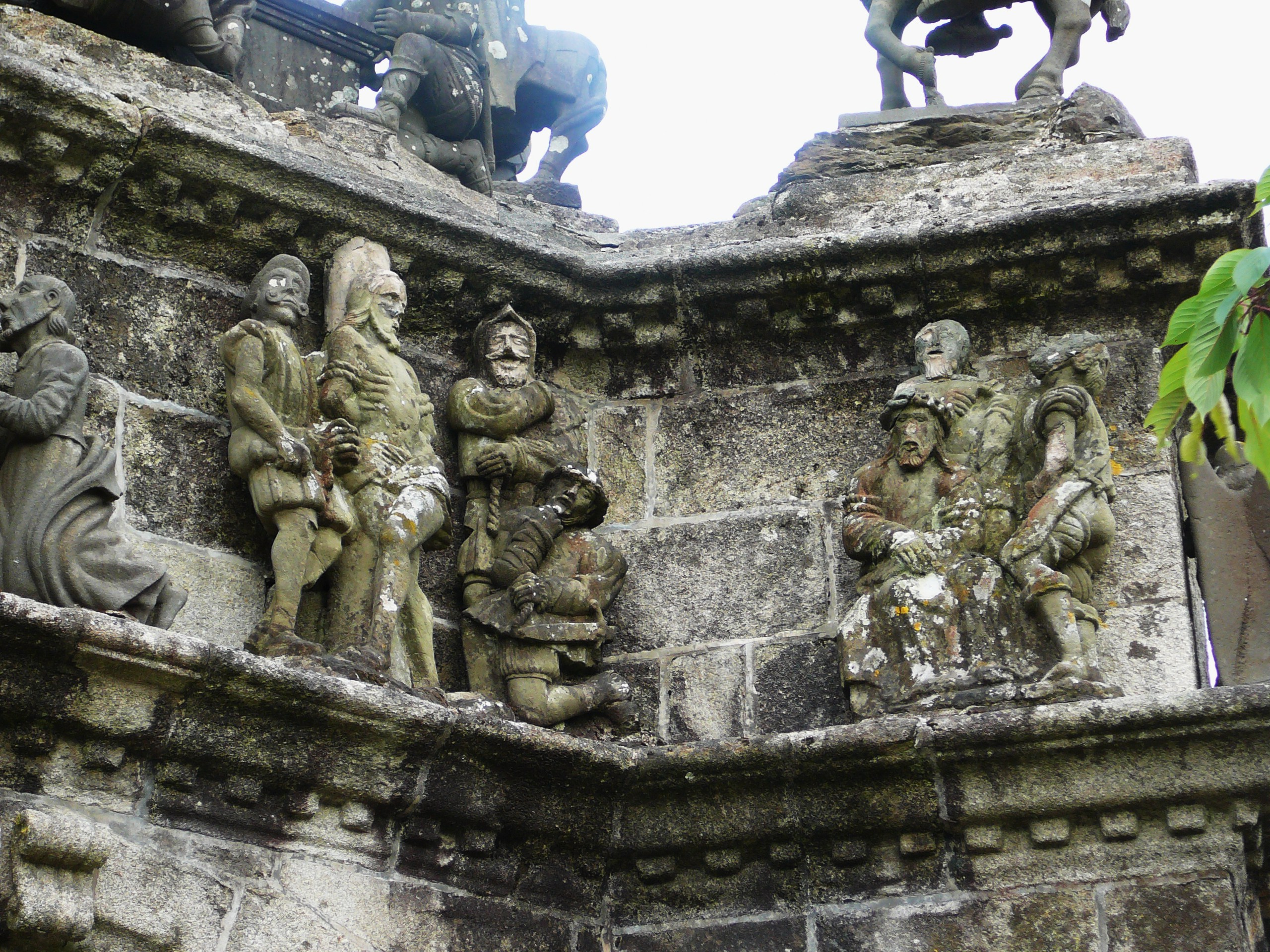
Sculture nel calvario di Pleyben

## Società

### Evoluzione demografica
Abitanti censiti